# Anton Tiller
Anton Leopold Tiller (* 19. November 1881 in Wien; † 25. November 1967 ebenda) war ein österreichischer Schauspieler, Rezitator und Theaterleiter.

## Leben
Der Vater der Schauspielerin Nadja Tiller erhielt in seiner Heimatstadt Wien zur Jahrhundertwende privaten Schauspielunterricht bei dem Burgtheater-Schauspieler Joseph Lewinsky und dem Rezitator und Schauspieler Alexander Strakosch (1845–1909), ehe er seine Laufbahn 1901 am Theater in der Josefstadt begann. 1902 folgte er einem Ruf an das Stadttheater Baden, Niederösterreich, 1903 einem weiteren an das Wiener Raimundtheater.
Über Brünn und Bern ging er 1906 an das Hoftheater zu Dresden, es folgten Verpflichtungen an das Deutsche Theater in Prag sowie an das Königliche Schauspielhaus in Hannover. Während des Ersten Weltkriegs eingezogen, diente Anton Tiller als Leiter eines Fronttheaters. Auch in späteren Jahren war er vor allem als Theaterdirektor tätig. 1939/40 fungierte Tiller als Direktor des Wiener Stadttheaters. Seit 1943 konzentrierte er sich auf Gastspielreisen. Im Rahmen dieser Tourneen betätigte er sich als Rezitator (Faust I).
Beim Film seit der Spätphase des Ersten Weltkriegs aktiv, spielte Tiller in tragenden Rollen Honoratioren und Männer von Welt aller Art, anfänglich (1919/20) mehrfach als Partner der ungarischen Leinwanddiva Lucy Doraine unter der Regie von Michael Kertesz (dem späteren Michael Curtiz). Recht bald verkleinerten sich seine Rollen auf Chargenformat. Beim Tonfilm trat Tiller kaum mehr auf: Man sah ihn 1933 als Erzherzog Peter Stefan in Mein Liebster ist ein Jägersmann und zuletzt (1956) an der Seite seiner Tochter Nadja in Ich suche Dich.
Anton Tiller war mit der Schauspielerin Erika Körner (verehelichte Erika Tiller, * 1902, † 1979) verheiratet. Das gemeinsame Grab befindet sich auf dem Wiener Zentralfriedhof (Gruppe 2, Reihe 2, Nummer 21).

## Filmografie
- 1917: Das Glück der schönen Creszenz
- 1917: Der Schandfleck
- 1918: Fred Roll
- 1920: Die Dame mit den Sonnenblumen
- 1920: Die Sterne von Damaskus
- 1920: Die Gottesgeißel
- 1920: Der Todesweg auf dem Piz Palü
- 1920: Das Spielzeug des Satans
- 1921: Cherchez la femme
- 1921: Das Drama in den Dolomiten
- 1921: Der weiße Tod
- 1922: Die Frauen des Harry Bricourt
- 1922: Die Schuldigen
- 1923: Der Höllenhund
- 1923: Die Kurtisane von Venedig
- 1924: Das verbotene Land
- 1928: Modellhaus Crevette
- 1933: Mein Liebster ist ein Jägersmann (Unser Kaiser)
- 1956: Ich suche Dich